# Први лорд Трезора
Први лорд Трезора (енгл. First Lord of the Treasury) службена је министарска функција премијера Уједињеног Краљевства. Налази се на челу повјереништва које колективно руководи Трезором Њеног величанства.

## Историја
За руковођење Трезором Њеног величанства („министарством финансија”) изворно је био задужен лорд високи благајник који је био један од девет државних великодостојника. Након 1714. године ову дужност није вршио појединац већ колективно повјереништво. Повјереници су се називали лордови повјереници Трезора (енгл. Lords Commissioners of the Treasury) и временом су добили и своје посебне називе (први лорд Трезора, други лорд Трезора и млађи лордови Трезора). Напосљетку, први лорд Трезора почео се сматрати шефом извршне власти и за мандата Роберта Волпола незванично је прозван премијер (енгл. Prime Minister — први министар).
Први лорд Трезора је својеврсни почасни министар финансија, а до средине 19. вијека био је и извршни министар финансија (канцелар благајне). Међутим, од тада је уставни обичај да канцелар благајне увијек буде други лорд Трезора док први лорд Трезора (премијер) углавном обавља неке друге извршне министарске функције. За млађе лордове Трезора обично се постављају шефови посланичког клуба владајуће странке (енгл. Government Whips).
Званична резиденција првог лорда Трезора је Даунинг стрит 10.